# Cecilija Miler
Cecilija Miler (1944., Sombor) hrvatska akademska slikarica, hrvatska pjesnikinja i novinarka iz vojvođanskog grada Sombora, Srbija.

## Slikarstvo
Prve slikarske korake ostvarila je kao učenica somborske osnovne škole. Crta u tehnicu ulja na platnu i akrili, svili i staklu. 
 Od 1971. se bavi slikarstvom. Crta krajolike i biljni svijet.
Od 2000. do 2003. bila je pročelnica likovne sekcije HKUD Vladimir Nazor iz Sombora.
Ilustrirala je nekoliko knjiga i slikovnica. Uglavnom su u izdanju Katoličkog instituta za kulturu, povijest i duhovnost „Ivan Antunović" i Hrvatske čitaonice u Subotici. Među njima su Tri pripovitke o zmajovima prireditelja Balinta Vujkova., Pripovitke za laku noć
Do ožujka 2012. je 14 puta samostalno izlagala a sudjelovala je na 130 zajedničkih izložbi u zemlji i inozemstvu.
Članica je Likovne grupe 76 iz Sombora od 1983. godine i brojnih likovnih kolonija u zemlji i inozemstvu.
Osnovala je Likovnu koloniju Colorit koja djeluje pri HKUD-u Vladimir Nazor.  
Sudionica je smotre likovnog stvarateljstva amatera Srbije 1995., 1998., 1999. godine te smotre likovnog stvarateljstva amatera Vojvodine 2002. godine.

## Pjesništvo
Piše pjesme. Sudionica je manifestacije Lira naiva. Neke pjesme joj se nalaze u zbirci Svitanje riječi s pjesničkog skupa u Rešetarima (pjesništvo Književne sekcije KUD-a "Rešetari" i hrvatskih pjesnika u iseljeništvu) 2002. (objavljeno 2003.)  u izboru Stjepana Blažetina, Ivana Slišurića, Đure Vidmarovića, zbirci Nad vremenom i ognjištem s pjesničkog skupa u Rešetarima 2004. (objavljeno 2005.), u izboru Stjepana Blažetina, Ivana Slišurića, Đure Vidmarovića i urednika Ivana De Ville., Dodiri, odlasi  s pjesničkog skupa u Rešetarima 2005. (objavljeno 2006.) urednika Ivana De Ville.
U rešetarskoj se zbirci osim nje nalaze i ovi hrvatski pjesnici iz Bačke: Josip Dumendžić, Zlatko Gorjanac, Antun Kovač, Pavka Domić, Milivoj Prćić i Robert G. Tilly.

## Novinarstvo
Bila je u uredništvu lista Miroljub.

## Priznanja
Za svoj je radi dobila više nagrada: pohvala na smotri likovnih umjetnika Vojvodine 2007.
Naziva ju se "neokrunjenom kraljicom" slikarskih kolonija KPZH Šokadija iz Sonte".

## Vanjske poveznice
- ARTwanted Slike Cecilije Miler